# Preben Brahe (1711-1786)
 Der er flere personer med dette navn, se Preben Brahe.
Preben Brahe (9. januar 1711 på Engelsholm – 17. august 1786 på Fyn) var en dansk godsejer og sidste mand (i Danmark) af adelsslægten Brahe.
Han var søn af Henrik Brahe til Hvedholm og Henrikke Sophie, født Bille, blev 1732 fændrik og 1737 karakteriseret løjtnant af infanteriet, 1738 sekondløjtnant i Fodgarden og 1743 kaptajn ved det Fynske nationale Infanteriregiment, men afgik 1754 fra militæretaten med oberstløjtnants karakter.
Ved en overenskomst 1739 mellem ham og hans dalevende tre søstre om arven efter deres forældre, deres bror Jørgen Brahe og faster Karen Brahe blev han eneejer af Hvedholm. Efterhånden kom han til stor rigdom, idet hans mange søskende døde før han; af disse var især søsteren Susanne Brahe (1700-1760) meget rig, da hun havde fået Østrupgård ifølge testamente, Stensgård ved sit ægteskab med etatsråd Frederik Hein og havde købt Damsbo. 
Disse tvende søskende oprettede 1751 af deres tre godser: Hvedholm, Stensgård og Østrup, et stamhus med agnatisk-kognatisk succession, hvilket etatsrådinden ved gavebrev 1758 forøgede med Damsbo. Stamhuset var dog sådan indrettet, at enhver foreløbig skulle beholde sit, og Preben Brahe først tiltræde det i "fuldkommen Possession" efter svogerens og søsterens død, hvilket skete 1760. Yderligere arvede han efter hende Grubbesholm gård og gods, som han dog straks solgte til fæstebønderne. Han var dog generelt ikke nogen fremmer af udskiftningen. 
Preben Brahe døde ugift på Fyn 1786 som den sidste mand af slægten (den svenske gren af slægten uddøde 1930). Hans store ejendomme tilfaldt for størstedelen familien Bille, som derfor ændrede navn til Bille-Brahe. Han er begravet i Horne Kirke. Der findes portrætmalerier af "C.F.K." (1756) og af Per Krafft den ældre.